# Joseph Brodsky

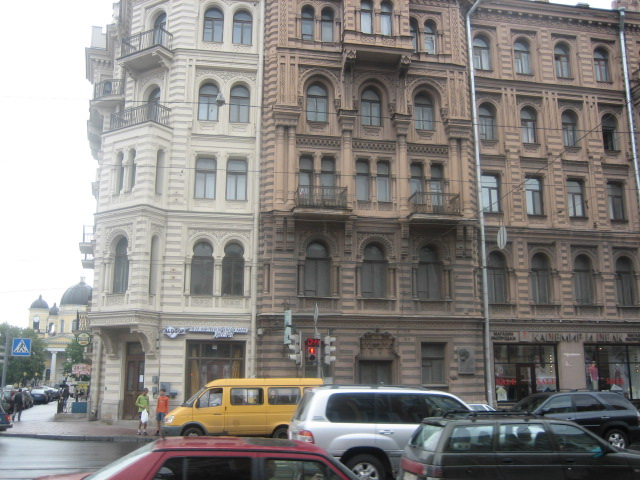
Woonhuis van Brodsky in Leningrad vanaf 1944

Josip Brodsky (Russisch: Ио́сиф Алекса́ндрович Бро́дский, Iosif Aleksandrovitsj Brodski) (Leningrad, 24 mei 1940 - New York, 28 januari 1996) was een van oorsprong Russisch dichter. Hij werd geboren in 1940 in het voormalige Leningrad, het huidige Sint-Petersburg. Na een verbanning van anderhalf jaar naar een gehucht in Noord-Rusland emigreerde Brodsky in 1972 naar de Verenigde Staten. In 1987 ontving hij de Nobelprijs voor Literatuur. Hij speelt een rol in een roman van zijn vriend Sergej Dovlatov: Niet alleen Brodsky (Не только Бродский: Русская культура в портретах и анекдотах).

## Leven
Brodsky werd in een Russisch-Joods, intellectueel gezin geboren en groeide op in het toenmalige Leningrad, waarover hij later schreef in zijn Herinneringen aan Sint-Petersburg. Hij was enig kind. Het gezin Brodsky overleefde in de Tweede Wereldoorlog het beleg van Leningrad door de Duitse troepen, die de stad poogden uit te hongeren. Vader Brodsky was een beroepsfotograaf, die in de oorlog aan het front werkte; na de oorlog diende hij bij de Marine als kapitein. Josephs moeder Maria Moisejevna Volpert werkte tijdens de oorlog als tolk, waarbij ze onder meer informatie van krijgsgevangenen moest vertalen. Na de oorlog werkte zij als boekhoudster.
Joseph Brodsky zelf werd naar de Sovjet-dictator Jozef Stalin vernoemd. Na de tweede klas ging hij op 15-jarige leeftijd van de middelbare school, wat hij later beschreef als zijn eerste daad van vrije wil. Daarop werkte hij onder andere als frezer, laboratorium- en fabrieksarbeider, ziekenverpleger en deelnemer aan geologische expedities, waardoor hij tussen 1957 en 1960 grote delen van de Sovjet-Unie leerde kennen. Ook werkte hij enige tijd in een mortuarium. Hij leerde zichzelf Pools en Engels en schreef eind jaren vijftig zijn eerste gedichten. Daarnaast werkte hij aan vertalingen van buitenlandse poëzie. Vanaf 1960 kon hij zowel eigen gedichten als vertaald werk publiceren in literaire tijdschriften.
Invloedrijk op zijn ontwikkeling waren zijn contacten met Anna Achmatova. In augustus 1961 introduceerde de dichter Jevgeni Rijn hem bij haar. Er was al een groep jonge dichters die regelmatig met haar van gedachten wisselde. Achmatova koesterde hen, maar bij Brodsky was haar houding anders. Ondanks hun grote leeftijdsverschil en ondanks het feit dat ze in hun dichtkunst eerder elkaars tegenpolen waren, erkende Achmatova vrijwel meteen het gelijkwaardige van zijn talent. Het gevolg van de bijeenkomsten betrof volgens Brodsky niet zozeer een andere behandeling van de technische aspecten van de dichtkunst, al werd er over van alles gepraat, maar een verandering van geest. Je kon bij haar niet anders dan je eigen wijze van spreken over de werkelijkheid, je eigen emotionele of spirituele staat, verwerpen en de hare overnemen. Anderzijds was Brodsky's inzicht dat voor een belangwekkend werk het onderliggende thema grootheid moet bezitten voor haar nieuw en waardevol.
Achmatova bracht Brodsky in 1962 in contact met de jonge beeldende kunstenares Marina Basmanova, die een portret van Achmatova maakte. Dit leidde tot een liefdesrelatie tussen Brodsky en Basmanova, maar ook tot een verwijdering tussen hem en de dan bevriende dichter Dmitri Bobyshev, die ook op Basmanova verliefd was.
In november 1963 verscheen in een Leningradse krant een kritisch artikel over Brodsky, waarin hem niet alleen 'parasitisme' werd verweten, maar ook beweerd werd dat hij van plan zou zijn geweest een vliegtuig te kapen om ermee naar het buitenland te vliegen. Een jaar later werd hij in een geruchtmakend proces wegens 'parasitisme' veroordeeld tot vijf jaar dwangarbeid. Tijdens dit proces kreeg een nijdige rechter op de vraag: "En wie heeft je gezegd dat je dichter bent?" als kalm antwoord: "Niemand. Wie heeft me tot mens benoemd?" Het proces zorgde onder schrijvers in Rusland en in het Westen (ook de Franse filosoof Jean-Paul Sartre zette zich in voor zijn vrijlating) voor ophef. Reeds na anderhalf jaar, die Brodsky doorbracht in het deels ontvolkte dorpje Norinskaya, iets ten zuiden van Kargopol, werd hij vrijgelaten.

Hij schrijft dat hij een moeilijke tijd had in dat verbanningsoord, ondanks de wat ouderwets aandoende hoffelijkheid van de bewoners uit het dorp. Hij twijfelde aan de zin van literatuur en zijn eigen bijdragen. Na verloop van tijd trad daarin een radicale ommekeer op door het lezen van acht regels uit een langer gedicht van W. H. Auden opgenomen in een anthologie van Engelse gedichten: 
...........................

Time that is intolerant 

Of the brave and innocent 

And indifferent in a week 

To a beautiful physique,
Worships language and forgives 

Every one by whom it lives; 

Pardons cowardice, conceit, 

Lays its honors at their feet. 

...............................

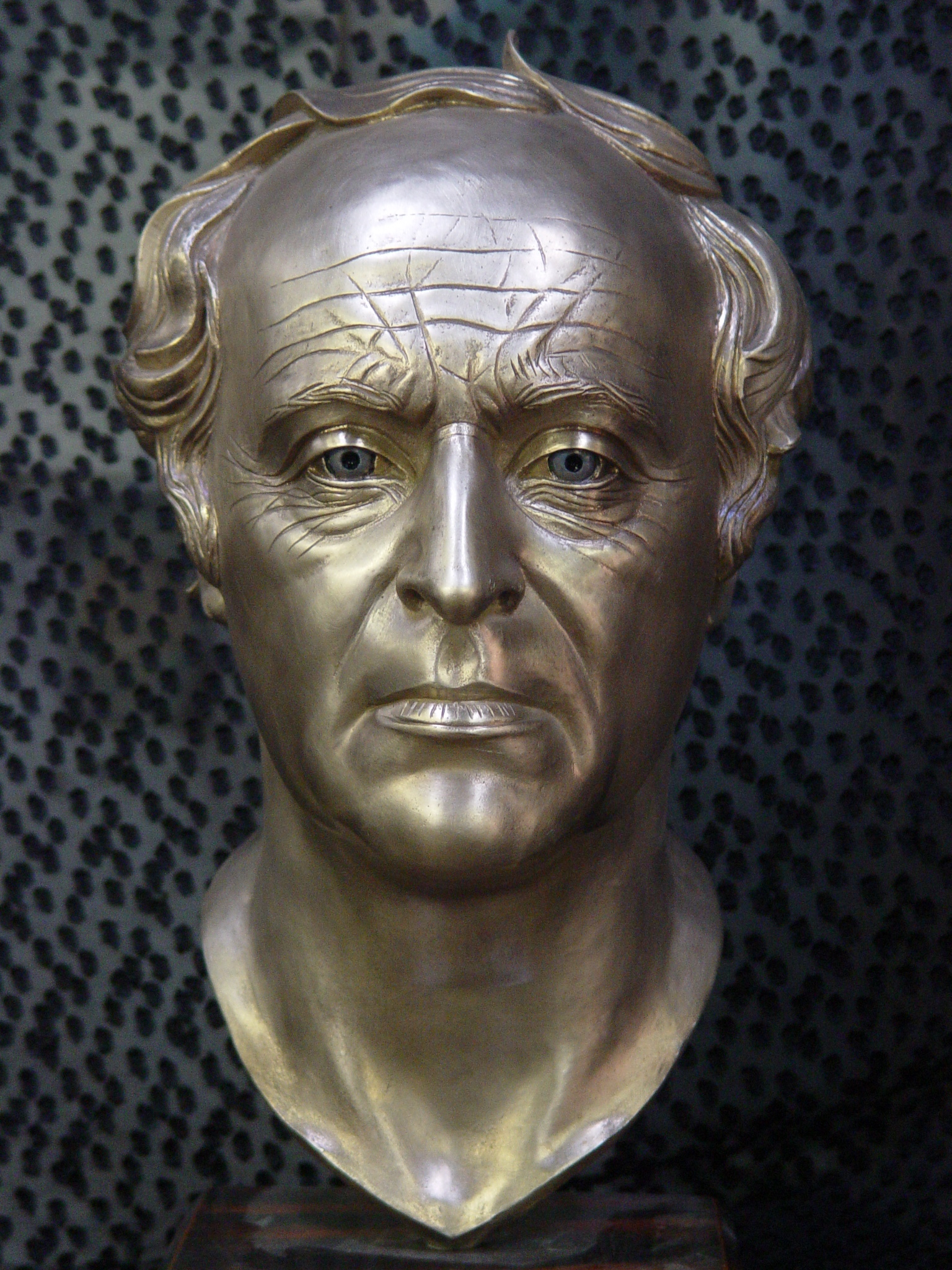
Bronzen kop van Joseph Brodsky

Tijdens zijn ballingschap in Norinskaja liet hij zijn gedachten gaan over de fundamenten van het dichterschap. Hij kwam daarbij tot twee stellingen. De eerste heeft te maken met de psychologie van het dichterschap: Dichters behoren hun intuïtie, waartoe die hen ook mag leiden, te volgen en onafhankelijk te werken van regels, normen, autoriteiten en veronderstelde lezers. De tweede is praktischer en heeft te maken met de constructie van een gedicht: Poëzie is volgens hem structuur. Het geheel is belangrijker dan zijn onderdelen. Onderwerp, thema, rijm en beeldspraak zijn ondergeschikt. Maar het metrum is er vanaf het begin.
Later schrijft Brodsky dat poëzie allereerst een kunst is van verwijzingen, toespelingen, linguïstische en figuurlijke parallellen. Een thema is, als het al opkomt bij de schrijver, een resultaat hiervan. Schrijven is een bestaansproces, het gebruikt ideeën en thema's voor eigen doeleinden, niet andersom.
In de jaren na zijn vrijlating in 1965 voorzag Brodsky voor een deel in zijn levensonderhoud door het geven van lessen. Dit kwam vooral neer op uitleg aan studenten over hoe een dichter overbrengt wat hij zeggen wil, niet wat hij zeggen wil. Zo werkte hij in deze tijd aan de basis van zijn beroemd geworden latere essays over gedichten van Tsvetajeva, Mandelstam, Achmatova, Auden, Frost, Hardy. Hij raakte in deze tijd bevriend met enkele buitenlandse slavisten die zijn werk vertaalden. Hieronder was Kees Verheul die het Nederlandse taalgebied met zijn lyriek en essays verder bekendmaakte.

Basmanova verbrak de relatie met Brodsky, na de geboorte van hun zoon in 1967. Ze meende dat voortzetting ervan de toekomst van hun zoon zou kunnen schaden. In 1972 werd Brodsky uitgewezen en vloog hij via Wenen naar de Verenigde Staten, waar hij de rest van zijn leven bleef wonen. Over de plotselinge gedwongen scheiding van zijn geboorteland - Brodsky moest Basmanova en zijn zoon nu definitief achterlaten - heeft hij later indringend geschreven. Brodsky verkreeg in 1977 het Amerikaans staatsburgerschap. Zijn gedichten bleef hij op enkele Engelstalige uitzonderingen na in het Russisch schrijven. Zijn essays schreef hij in het Engels. 

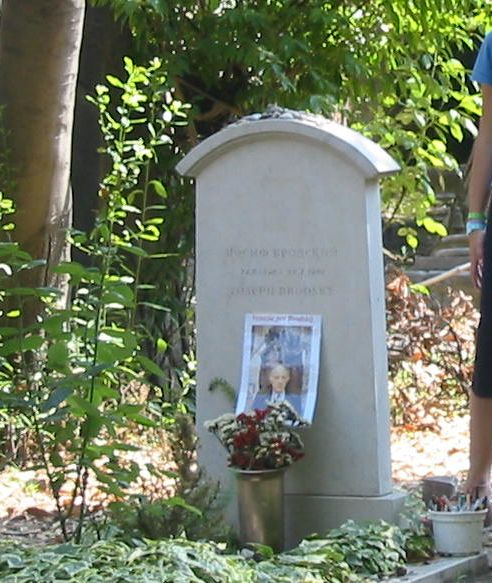
Grafsteen Joseph Brodsky op het eiland San Michele bij Venetië

In 1985 schreef Brodsky een gedicht naar aanleiding van het werk van de (toen al overleden) Nederlandse kunstschilder Carel Willink. Hij werd geïnspireerd door een mapje met reproducties van diens schilderijen, dat hij in het voorjaar van 1985 in Amsterdam cadeau kreeg van een vriendin. De echtgenote van de kunstschilder, beeldend kunstenaar Sylvia Willink, raakte op haar beurt weer zo geïntrigeerd door de dichter Brodsky, dat zij besloot een kop te maken van Brodsky om zo 'de cirkel te sluiten'.
In 1987 kreeg Brodsky de Nobelprijs voor Literatuur. Hoewel zijn gedichten nu ook (weer) in Rusland begonnen te verschijnen, wilde hij niet meer terug naar zijn vaderland, ook niet na de val van het communisme. In 1990, toen hij in Frankrijk werkte als literatuur-docent, trouwde Brodsky een jonge studente, Maria Sozzani, met een Russisch-Italiaanse achtergrond. Ze kregen een dochter, Anna Brodsky, geboren in 1993.
In 1996 stierf Brodsky plotseling aan een hartinfarct, in New York. Hij werd begraven op het eiland San Michele bij Venetië.

## Werk
Brodsky had grote belangstelling voor klassieke filosofie, religie en mythologie. Daarnaast was hij een vurig liefhebber van de Engelse en Amerikaanse poëzie, zoals mag blijken uit zijn vroege gedicht Elegie voor John Donne. De filosoof met wie hij zich het meest verwant voelde was Lev Sjestov. De dichter die hij het meest bewonderde was W.H. Auden. 

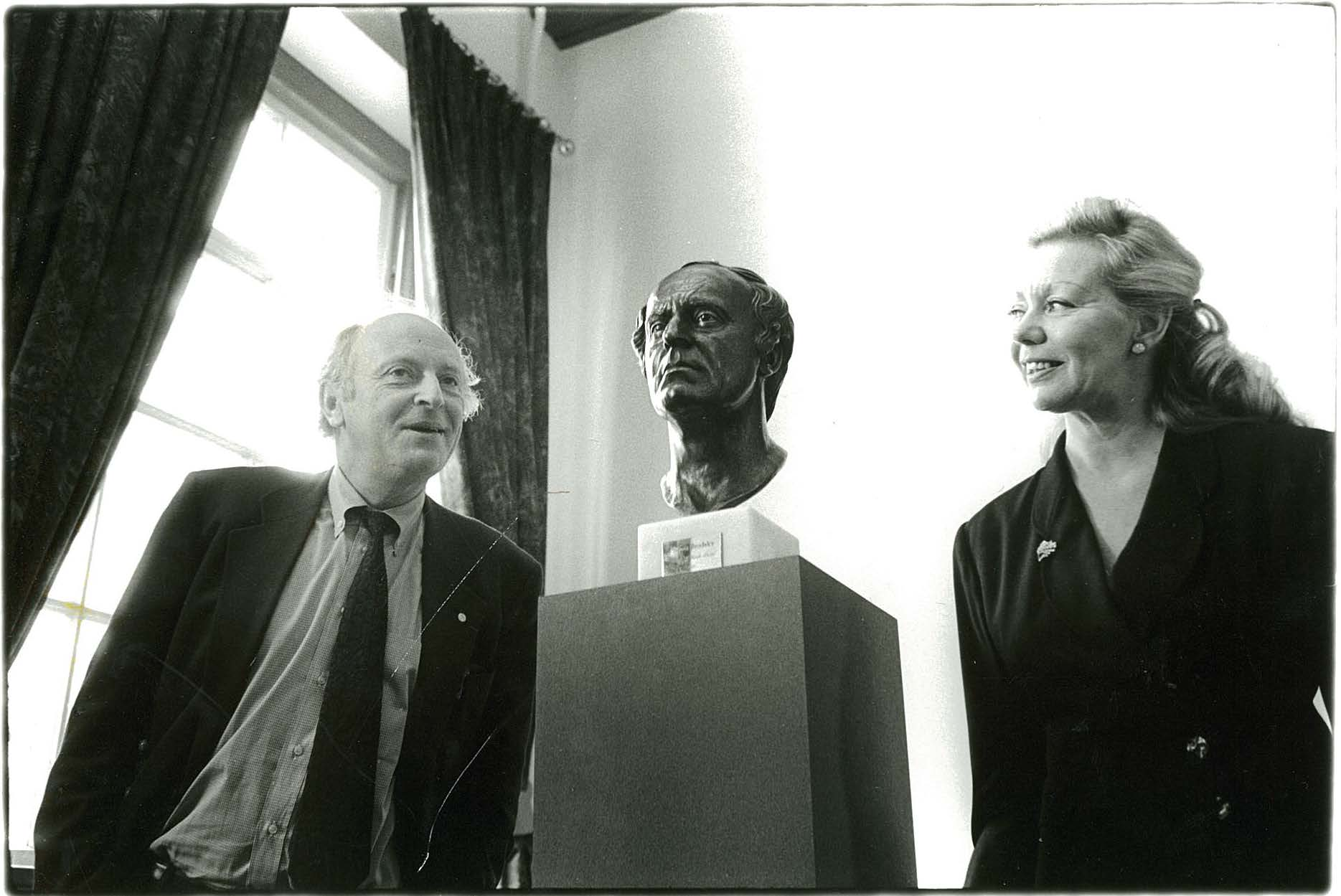
Brodsky met Sylvia Willink

In zijn vroege werk zocht Brodsky onder meer aansluiting bij de tijdloze, apolitieke poëzie van zijn landgenote Anna Achmatova, die, anders dan zijn andere grote voorbeeld Osip Mandelstam, nog in de gelegenheid was haar bewondering uit te spreken voor Brodsky. Net als bij Achmatova valt bij de beginnende Brodsky een scherpte van uitdrukking op, in beelden die met de tijd steeds klassieker of archetypischer lijken te worden. De (klassieke) sfeer van steden die hem bevielen zoals Rome en Venetië wist hij prachtig op te roepen, maar soms zijn zijn beelden uitermate speels en onverwacht, zonder ook maar enigszins aan scherpte te verliezen: zoals in zijn meesterlijke gedicht 'Wiegelied van Cape Codd', waarin hij de twee werelden van het door hem gedwongen verlaten Rusland en de uitgestrekte sfeer van de Verenigde Staten met elkaar verbindt via beelden van zowel de stad als de natuur, waarbij de onbegrensde, verbindende oceaan steeds een belangrijke rol speelt.
Ballingschap is een centraal thema in Brodsky's poëzie, naast isolement van de mens in het algemeen. Een ander thema dat telkens terugkeert in zijn werk, is de relatie tussen dichter en maatschappij: Brodsky benadrukt telkens de kracht van de literatuur, die naar zijn mening in staat is het publiek positief te beïnvloeden en de cultuur en de taal waarvan zij deel uitmaakt, in sterke mate te vormen. Hij was van mening dat de westerse literaire traditie deels verantwoordelijk is voor het overwinnen van de grote rampen van de twintigste eeuw, zoals het nazisme, het communisme en de beide wereldoorlogen.
Brodsky's taalgebruik is soms verheven, maar soms ook zeer alledaags of direct en bezit een grote meditatieve kracht; zelf vond Brodsky dat zijn teksten eigenlijk meer gedeclameerd dan (stil) gelezen moesten worden, en zijn eigen voordrachten maakten vaak grote indruk op de toehoorders. In Nederland waren deze een paar keer te horen op Poetry International in Rotterdam, de stad die hij portretteerde in zijn gedicht  Rotterdams dagboek. Op 13 december 1991 hield hij, onder de titel: Loflied op Clio (muze van de geschiedenis), de twintigste Huizinga-lezing in de Pieterskerk (Leiden). Twee dagen later, op 15 december 1991, onthulde hij in het West-Indisch Huis (Amsterdam) zelf de door Sylvia Willink van hem vervaardigde bronzen kop.

## Grote elegie voor John Donne(beginregels)
John Donne is dood en alles slaapt rondom,

De muren, de vloer, het bed, de schilderijen.

de tafel slaapt, de kleden, het plafond,

de linnenkast, de kaarsen, de gordijnen.

De fles, de kopjes, de schalen. Alles slaapt.

... 

## Kerstgedicht (fragment)
24 december 1971

voor V. S.

.....................................

.....................................

Maar als in een tochtvlaag bij de deur

uit dikke nachtmist een gedaante

met een hoofddoek zichtbaar wordt, bespeur

je diep in jezelf en zonder schaamte

't Kindje Jezus en de Heilge Geest. En ver

aan de hemel zie je plotseling een ster. 

## Nederlandse uitgaven
Een belangrijk deel van Brodsky's werk is in het Nederlands vertaald.
- Nawoord (Uit: Lidija Tsoekovskaja: Ontmoetingen met Anna Achmatova; vert. Kristien Warmenhoven),1982
- Kamermuziek (gedichten; vert. Charles B. Timmer; uitgave van de Regulierenpers)
- Torso (gedichten; vert. Charles B. Timmer), 1987
- Tussen iemand en niemand (essays; vert. Frans Kellendonk en Kees Verheul), 1987
- Herfstkreet van de havik. Gedichten 1961-1986 (gedichten; vert. Kees Verheul, Jan Robert Braat et al.), 1989
- Loflied op Clio. Huizingalezing 1991 (essay; vert. René Kurpershoek), 1991
- Kade der ongeneeslijken (essay; vert. Sjaak Commandeur), 1992
- In anderhalve kamer; drie autobiografische novellen (vertaling Frans Kellendonk en Kees Verheul), 1993
- Kerstgedichten (gedichten; vert. Peter Zeeman), 1994

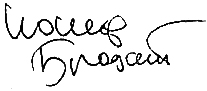
Handtekening van Brodsky

- Triton, Gedichten 1985-1994 (gedichten; vert. Peter Zeeman), 1996
- Het verdriet en de rede (essays; vert. Sjaak Commandeur en Arthur Langeveld), 1997
- Ex Ponto. Gedichten 1961-1996 (gedichten; vert. Peter Zeeman), 2000
- In Engeland. Gedichten, 2001
- Marmer (toneelstuk; vert. Peter Zeeman en Zina Bal-Petsjerskaja), 2014
- Strohalmen voor de lezer (Gedichten; redactie en annotatie: Kees Verheul; overige betrokkenen: Margriet Berg, Kees Verheul), 2015

In Tussen iemand en niemand zijn onder meer opgenomen essays over de gedichten Nieuwjaarswens (Новогоднее) van Tsvetajeva en September 1, 1939 van Auden. 

In Het verdriet en de rede zijn onder meer essays opgenomen over gedichten van Frost en Hardy en het gedicht Orpheus, Eurydike, Hermes van Rilke.

## Biografisch werk
- Kees Verheul: Dans om de wereld. Fragmenten over Joseph Brodsky, 2000
- Lev Loseff: Joseph Brodsky. A literary life (vert. Jane Ann Miller), 2011

- Bibsys: 90068118
- Biblioteca Nacional de España: XX843889
- Bibliothèque nationale de France: cb11894121r (data)
- Catàleg d'autoritats de noms i títols de Catalunya: 981058511700306706
- CiNii: DA01857280
- Digitale Bibliotheek voor de Nederlandse Letteren: brod002
- Gemeinsame Normdatei: 118660136
- International Standard Name Identifier: 0000 0001 2277 9965
- Library of Congress Control Number: n80022834
- Nationale Bibliotheek van Letland: 000026706
- MusicBrainz: 27cafe48-831c-4cfe-8823-7473f733eb58
- Bibliotheek van het Japanse parlement: 00463809
- Nationale Bibliotheek van Tsjechië: jn19990001110
- Nationale bibliotheek van Australië: 35508786
- Nationale Bibliotheek van Israël: 987007259025305171
- Nationale Bibliotheek van Polen: a0000001178358
- Nederlandse Thesaurus van Auteursnamen: 068558414
- Istituto Centrale per il Catalogo Unico: CFIV071179
- LIBRIS: 179277
- SNAC: w6tt580r
- Système universitaire de documentation: 026754215
- Trove: 978711
- Virtual International Authority File: 31993687
- WorldCat: E39PBJccdbt3BQQdKxhHHXdxXd

1901: Prudhomme ·
1902: Mommsen ·
1903: Bjørnson ·
1904: Mistral, Echegaray ·
1905: Sienkiewicz ·
1906: Carducci ·
1907: Kipling ·
1908: Eucken ·
1909: Lagerlöf ·
1910: Heyse ·
1911: Maeterlinck ·
1912: Hauptmann ·
1913: Tagore ·
1915: Rolland ·
1916: Heidenstam ·
1917: Gjellerup, Pontoppidan ·
1919: Spitteler ·
1920: Hamsun ·
1921: France ·
1922: Benavente ·
1923: Yeats ·
1924: Reymont ·
1925: Shaw ·
1926: Deledda ·
1927: Bergson ·
1928: Undset ·
1929: Mann ·
1930: Lewis ·
1931: Karlfeldt ·
1932: Galsworthy ·
1933: Boenin ·
1934: Pirandello ·
1936: O'Neill ·
1937: Gard ·
1938: Buck ·
1939: Sillanpää ·
1944: Jensen ·
1945: Mistral ·
1946: Hesse ·
1947: Gide ·
1948: Eliot ·
1949: Faulkner ·
1950: Russell ·
1951: Lagerkvist ·
1952: Mauriac ·
1953: Churchill ·
1954: Hemingway ·
1955: Laxness ·
1956: Jiménez ·
1957: Camus ·
1958: Pasternak ·
1959: Quasimodo ·
1960: Perse ·
1961: Andrić ·
1962: Steinbeck ·
1963: Seferis ·
1964: Sartre (geweigerd) ·
1965: Sjolochov ·
1966: Agnon, Sachs ·
1967: Asturias ·
1968: Kawabata ·
1969: Beckett ·
1970: Solzjenitsyn ·
1971: Neruda ·
1972: Böll ·
1973: White ·
1974: Johnson, Martinson ·
1975: Montale ·
1976: Bellow ·
1977: Aleixandre ·
1978: Singer ·
1979: Elýtis ·
1980: Miłosz ·
1981: Canetti ·
1982: García Márquez ·
1983: Golding ·
1984: Seifert ·
1985: Simon ·
1986: Soyinka ·
1987: Brodsky ·
1988: Mahfoez ·
1989: Cela ·
1990: Paz ·
1991: Gordimer ·
1992: Walcott ·
1993: Morrison ·
1994: Oë ·
1995: Heaney ·
1996: Szymborska ·
1997: Fo ·
1998: Saramago ·
1999: Grass ·
2000: Gao ·
2001: Naipaul ·
2002: Kertész ·
2003: Coetzee ·
2004: Jelinek ·
2005: Pinter ·
2006: Pamuk ·
2007: Lessing ·
2008: Le Clézio ·
2009: Müller ·
2010: Vargas Llosa ·
2011: Tranströmer ·
2012: Mo ·
2013: Munro ·
2014: Modiano ·
2015: Aleksijevitsj ·
2016: Dylan ·
2017: Ishiguro ·
2018: Tokarczuk ·
2019: Handke ·
2020: Glück ·
2021: Gurnah ·
2022: Ernaux ·
2023: Fosse ·
2024: Kang ·